# As Armas e o Povo
As Armas e o Povo (1975) é um documentário português de longa-metragem, no qual são ilustrados os primeiros seis dias da Revolução dos Cravos.

## Sinopse
É um filme colectivo realizado e produzido pelo Colectivo de Trabalhadores da Actividade Cinematográfica, por iniciativa do Sindicato Nacional de Profissionais de Cinema que retrata o período vivido entre o dia 25 de Abril de 1974, data em que se dá a revolução portuguesa e o 1º de Maio (Dia do Trabalhador) desse ano.
As filmagens ficam a cargo de vários realizadores portugueses, aos quais se junta o realizador brasileiro Glauber Rocha, que se encontrava exilado na altura. Dividem-se em 10 equipas saem para a rua onde acompanham os acontecimentos do primeiro 1 de Maio (Dia do Trabalhador) pós-revolução. A estas filmagens juntam imagens captadas do 25 de Abril até o 1 de Maio.
Estreia no Teatro Rosa Damasceno, em Santarém, em Novembro de 1977.